# 14 principios de Deming
Los 14 puntos de William Edwards Deming, son la base para la transformación de la industria americana. La adopción y la actuación sobre los 14 puntos es una señal de que la dirección tiene la intención de permanecer en el negocio y apunta a proteger a los inversores y los puestos de trabajo. Este sistema formó la base de las lecciones que se dieron a los altos directivos de Japón en 1950 y en los años siguientes.
Los 14 puntos sirven en cualquier parte, tanto en las pequeñas organizaciones como en las más grandes, en las empresas de servicios y en las dedicadas a la fabricación. Sirven para una división de una compañía.

## Introducción
Hay un mundo de diferencias entre, por un lado, algunos de los aspectos más difíciles de los 14 puntos, porque las bases correctas aún no se han establecido y, por otro, la planificación de hacer caso omiso de ellos, porque no se está de acuerdo con ellos. Los puntos no son fines en sí mismos. Cada uno es un componente vital dentro del amplio marco de la filosofía de Deming, y estos componentes no son independientes: están estrechamente vinculados entre sí y además, se superponen entre sí y con un sinnúmero de otros aspectos de las enseñanzas de Deming no mencionadas específicamente en los puntos.
En cualquier caso, implicaría que los 14 puntos constituyen '14 / 14 ', es decir 100%, de la filosofía de Deming, y la ausencia de cualquier punto debilita incalculablemente toda la estructura.
El contexto de los 14 puntos es un compromiso de mejora continua de la calidad, en su más amplio sentido e interpretación, y lo que se necesita para cumplir con ese compromiso. Eso sin duda implica un montón de acciones, pero también implica una gran cantidad de educación y de comprensión de por qué es necesario que la acción, y las vías que se necesitan para aclarar antes de muchas de estas acciones, se conviertan en formas adecuadas.

## Desarrollo de los 14 puntos de Deming
Los puntos se presentaron por primera vez en su libro Out of the Crisis (Salir de la Crisis).
- 1. Crear constancia en la mejora de productos y servicios, con el objetivo de ser competitivo y mantenerse en el negocio, además proporcionar puestos de trabajo.

Deming sugiere una nueva definición con respecto al papel que tiene una organización, esta es proporcionar empleo mediante la investigación, la innovación y mejoramiento constante.
Hay dos tipos de problemas: los problemas de hoy y los problemas de mañana, para la compañía que espera permanecer en el negocio. Los problemas de hoy abarcan el mantenimiento de la calidad del producto que se fabrica hoy, la regulación de la producción para que no exceda demasiado a las ventas inmediatas, presupuesto, empleo, beneficios, ventas, etc (planificación a corto plazo).
Los problemas del futuro exigen, ante todo, la constancia en el propósito y la dedicación para mejorar la competitividad, para mantener viva la compañía y proporcionar puestos de trabajo a sus empleados.
Ser constante en el propósito significa: 1) innovar. Hay que asignar recursos para la planificación a largo plazo. Por su naturaleza misma, la innovación requiere fe en el futuro. No tiene posibilidad de éxito, dice Dr. Deming, a menos que la alta gerencia haya "declarado su inquebrantable compromiso con la calidad y con la productividad. 2) Invertir recursos en investigación y en instrucción. con el fin de prepararse para el futuro , una compañía debe invertir hoy. Por lo cual se destinan los recursos para investigación y educación. 3) Mejorar constantemente el diseño del producto y diseño. Esta obligación no acaba nunca. El consumidor es la pieza más importante de la línea de producción. Y 4) Invertir en el mantenimiento de los equipos, muebles e instalaciones, y en nuevas ayudas para la producción tanto en la oficina como en la planta.
- 2. Adoptar una nueva filosofía de cooperación en la cual todos se benefician, y ponerla en práctica enseñándola a los empleados, clientes y proveedores.

La calidad debe convertirse en la nueva religión. Ya no podemos darnos el lujo de vivir con errores, defectos, mala calidad, malos materiales, manejando daños, trabajadores temerosos e ignorantes, entrenamiento deficiente o ninguno en absoluto, cambios continuos de un empleo a otro por parte de los ejecutivos y un servicio desatento. Los defectos no son gratuitos. "El costo de vida depende inversamente de los bienes y servicios que determinada suma de dinero pueda comprar", indica el Dr. Deming. "Un servicio confiable reduce los costos. Las demoras y los errores aumentan los costos".
El Dr. Deming sugiere que, así como una vez creíamos en el progreso, debemos creer ahora en la calidad. El doctor expresa que él percibe este punto en realidad como una transformación de la gerencia. En reemplazo de la gerencia se han erigido estructuras que deben ser desmanteladas. Tenemos que padecer la demolición total del estilo de los gerentes norteamericanos.
- 3. Desistir de la dependencia en la inspección en masa para lograr calidad. En lugar de esto, mejorar el proceso e incluir calidad en el producto desde el comienzo.

La inspección rutinaria al 100% para mejorar la calidad equivale a planificar los defectos, y a reconocer que el proceso no tiene la capacidad necesaria para cumplir las especificaciones. La inspección será necesaria durante el período en que se está mejorando progresivamente la calidad, pero no ha llegado al punto en que una inspección se vuelve innecesaria a causa de rendimientos decrecientes.
El Dr. Deming llama la atención sobre lo absurdo que es "cumplir las especificaciones", que constituye la práctica común norteamericana para establecer los criterios de producción. Esta práctica implica que todo lo que esté incluido en las especificaciones puede estar muy bien, mientras que algo que se aleje de ellas, está mal.
La introducción de nuevos conceptos de calidad cambian la forma de realizar el trabajo, ayudando a que las empresas se hagan cada vez menos burocráticas. Sería un cambio donde la normalización de los comportamientos son sustituidos por la responsabilidad de los trabajadores, cada vez que hay un enriquecimiento del puesto de trabajo.
- 4. Terminar con la práctica de comprar a los más bajos precios. En lugar de esto, minimizar el costo total en el largo plazo. Buscar tener un solo proveedor para cada ítem, basándose en una relación de largo plazo de lealtad y confianza.

No podemos dejar más tiempo la calidad, el servicio y el precio en manos de la competitividad por el precio solo. El precio no tiene sentido sin una medida de la calidad que se compra. Sin unas medidas adecuadas de la calidad, el negocio se encamina hacia el licitador más bajo, y el resultado inevitable es una baja calidad y un coste elevado. La política de estar siempre intentando reducir el precio de cualquier cosa que se compra, sin importar la calidad y el servicio, puede llevar a los buenos proveedores y al buen servicio fuera de los negocios.
Esta práctica tiene tres desventajas serias: 1) inevitablemente conduce a una proliferación de proveedores. Deming comenta que habiendo dos o más proveedores para el mismo artículo se multiplicarán los males que son inherentes a cualquier proveedor, y que son lo suficientemente perjudiciales. Aun en el caso de un proveedor, la variación de un lote a otro y dentro de los lotes es muy grande. Esta variación causa problemas en la producción y deteriora la calidad. El deterioro de la calidad aumenta a una tasa acelerada, dando lugar a una calidad cada vez peor. 2) La consecuencia de que los compradores salten de un proveedor a otro. Y 3) Se produce una dependencia de las especificaciones, las cuales se convierten en barreras que impiden el mejoramiento continuo. 
La mejor forma de servirle un comprador a su compañía es desarrollando una relación a largo plazo de lealtad y confianza con un solo proveedor, en colaboración con los departamentos, para reducir los costes y mejorar la calidad. " El precio no tiene significado alguno sin una medida de la calidad que se está comprando", comentó el Dr. Deming, pero además observó que, "Trabajar un solo proveedor en el desarrollo de un artículo demanda tanto talento y recursos que es inconcebible que se pueda realizar el desarrollo con dos proveedores". 
Determinar la calidad es un asunto totalmente diferente, y requiere cierto grado de conocimientos y habilidades. El agente de compras debe estar capacitado en evidencia estadística, complementada por la experiencia. El agente de compras también debe aprender cómo se usan los materiales, a fin de adquirir la información correcta del proveedor. El Dr. Deming expresa que las compras deben ser un esfuerzo hecho en equipo; una de las personas más importantes del equipo debe ser el proveedor, y es necesario elegirlo, basándose en el historial de mejoramiento de él y en sus esfuerzos por aprender y cumplir los 14 Puntos.
- 5. Mejorar constantemente y por siempre los sistemas de producción, servicio y planeamiento de cualquier actividad. Esto va a mejorar la calidad y la productividad, bajando los costos constantemente.

Hay que incorporar la calidad durante la etapa de diseño, y el trabajo en equipo es esencial para el proceso. Una vez que los planes estén en marcha, los cambios son costosos y causan demoras. Todo el mundo y todos los departamentos de la compañía deben convenir en implantar el mejoramiento continuo. Este no debe limitarse a los sistemas de producción o de servicios.
El Dr. Deming subraya que la gerencia debe tomar la iniciativa. Solamente la gerencia puede iniciar el mejoramiento de la calidad y la productividad. La eliminación de un problema irritante o la solución de un problema particular, no forma parte del mejoramiento de un proceso. Deming dice que encontrar una situación fuera de control, hallar la causa especial y eliminarla, solo equivale a volver a poner el proceso donde estaba desde un principio. No es un mejoramiento del proceso.
La mejora del proceso incluye una mejor asignación del esfuerzo humano. Incluye la selección del personal, su destino, su formación, para dar a cada uno, incluso a los trabajadores de fabricación, una oportunidad para avanzar en su aprendizaje y para contribuir con su talento. supone eliminar las barreras para que cada uno esté orgulloso de su trabajo, tanto para los trabajadores de producción como para los directivos y los ingenieros (relacionado con el Punto 12).
- 6. Establecer entrenamiento dentro del trabajo (capacitación).

Son muy frecuentes los casos de trabajadores que aprenden su oficio por medio de otros trabajadores o que se ven obligados a depender de instrucciones escritas en forma ininteligible. También sucede con frecuencia que los trabajadores no saben si han hecho correctamente su trabajo.
Es muy difícil borrar una capacitación inadecuada, anota el Dr. Deming. esto solamente es posible si el método nuevo es totalmente diferente o si a la persona la están capacitando en una clase distinta de habilidades para un trabajo diferente.
La dirección debe comprender y actuar sobre los problemas que privan al trabajador de producción de la posibilidad de realizar su trabajo con satisfacción.
Por otra parte, Deming pone énfasis en que la capacitación no debe finalizar mientras el desempeño no haya alcanzado el control estadístico y mientras haya una posibilidad de progreso.
- 7. Establecer líderes, reconociendo sus diferentes habilidades, capacidades y aspiraciones. El objetivo de la supervisión debería ser ayudar a la gente, máquinas y dispositivos a realizar su trabajo.

Ejercer el liderazgo es tarea de la gerencia. Es responsabilidad de la gerencia descubrir las barreras que les impiden a los trabajadores enorgullecerse de lo que están haciendo. Algunas de estas barreras son: énfasis en la cantidad, no en la calidad; fabricar el producto rápidamente, en lugar de apropiadamente; oídos sordos a sus sugerencias; demasiado tiempo dedicado a la reposición del trabajo; herramientas deficientes, problemas con los materiales que entran.
La tarea del gerente es guiar, ayudar a los empleados a realizar mejor su trabajo. Al contratarlos, la gerencia asume la responsabilidad de su éxito o fracaso. El Dr. Deming sostiene que la mayor parte de las personas que no realizan bien su trabajo no son holgazanes que fingen estar enfermos para no trabajar, sino que simplemente han sido mal ubicadas. Si alguien tiene una incapacidad o no puede realizar un trabajo, el gerente tiene la obligación de encontrar un lugar para esa persona.
- 8. Eliminar el miedo y construir confianza, de esta manera todos podrán trabajar más eficientemente.

Esto se debe a que muchos miembros de la organización no tienen la seguridad de asumir una posición, por este motivo muchas personas siguen teniendo errores o bien dejan de hacerlas por miedo a equivocarse. Desde un punto de vista técnico no hay miedo al cambio si no a la incertidumbre de lo que pasará en dicho cambio. De manera que, para mejorar la productividad y tener una buena calidad, es necesario que la gente tenga confianza y se sientan seguros. 
Por esta parte, Deming consideraba que el temor nace de un liderazgo inseguro, esto en gran parte se debe a la cultura empresarial y a una fuerte competencia dentro de la empresa. Según sus teorías promueve que dicho miedo se elimina con la creatividad y la confianza en el trabajo en equipo, ya que ayuda a la comunicación y la capacitación.
- 9. Borrar las barreras entre los departamentos. Abolir la competición y construir un sistema de cooperación basado en el mutuo beneficio que abarque toda la organización.

En muchas ocasiones los departamentos compiten entre sí o tienen metas y objetivos en los que no guardan relación alguna. Además no trabajan en equipo para prever o resolver los problemas, y lo que puede ser un grave problema para una organización es que en algunos casos las metas de un departamento pueden causarle problemas a otro.
La mejor forma de resolver estos conflictos es trabajar en equipo y de esta manera tener unos objetivos comunes. Actualmente, el trabajo en equipo es una de las estructuras necesarias en una empresa para llevar una organización adecuada. De manera que una forma de eliminar las barreras entre los departamentos podría ser modificar el organigrama que la empresa ya que esto puede resultar necesario para adoptar una estabilización dentro de la misma.
Las habilidades y competencias que debe tener un gerente principalmente son: 
1) Fomentar el aprendizaje continuo por parte de los empleado y de la gerencia. 
2) Tener una visión amplia del sistema. 
3) Optimizar las aptitudes de todos en la mejora del sistema. 
4) Crear un entorno estable basado en la cooperación. 4) Crear confianza hacia los empleados. 
- 10. Eliminar eslóganes, exhortaciones y metas pidiendo cero defectos o nuevos niveles de productividad.

Estas exhortaciones y eslóganes lo único que crean son relaciones de rivalidad, además la principal causa de la baja calidad y la baja productividad se encuentra en el sistema y por eso este va más allá del poder de la fuerza de trabajo. Es decir, dar libertad a las personas para que puedan crear sus propios eslóganes.
En el caso de un trabajador de una empresa que no puede conseguir una buena calidad más allá de lo que el sistema le permite, en la mayoría de los casos los problemas se deben al sistemas, es decir, a unas causas comunes y una parte minoritaria se debe a causas especiales. Por eso, el rol de la Gerencia es trabajar sobre el sistema para mejorarlo continuamente, con la ayuda de todos.
- 11. Eliminar cuotas numéricas y la gestión por objetivos. Esto se debe a que en muchas ocasiones las cuotas solo tienen en cuenta los datos numéricos y no la calidad.

Las cuotas según el Dr. Deming solamente tienen en cuenta los números, no la calidad ni los métodos. En el caso de que se aceptara como un proceso de variabilidad implícita, y centráramos nuestro esfuerzo en reducirlas estas metas se alcanzarían solas. Generalmente son una garantía de ineficiencia y alto costo y en algunos casos incluyen un grado de tolerancia para productos defectuosos, lo que significa una garantía de la que la gerencia será capaz de obtenerlos.
En ocasiones, la persona, por conservar el empleo, cumple la cuota a cualquier costo, sin tener en cuenta el perjuicio para su empresa, por eso basar las cuotas en incentivos estimularás a las personas para que produzcan cantidad en lugar de calidad. De manera que, la fijación de cuotas dentro de los límites de control promueve la manipulación. 
Un estándar de trabajo adecuado ayudará a una mejora de la calidad, por lo que, la calidad aumentará cada vez más y en lugar de determinar cuotas a un trabajo, el Dr. Deming propone que se lleve a cabo un estudio exhaustivo de trabajo y que se concreten los límites de trabajo. En relación con lo que se definido anteriormente podemos añadir que una meta nueva sin que vaya consigo un nuevo método no cambia el proceso en el que se encuentra.
- 12. Remover barreras para apreciar la mano de obra y los elementos que privan a la gente de la alegría en su trabajo.

Esto incluye eliminar las evaluaciones anuales o el sistema de méritos que da rangos a la gente y crean competición y conflictos. Los materiales o equipos defectuosos constituyen un impedimento en las organizaciones, por eso estas barreras deben eliminarse.
Por lo que respecta a esta barreras podemos añadir que con frecuencia, los supervisores mal orientados, los equipos defectuosos y los materiales imperfectos obstaculizan un buen desempeño. Es necesario remover esas barreras, ya que, ningún empleado que entra nuevo a una empresa entra desmotivado o sin ganas de trabajar, pero en muy poco tiempo nos encargamos de desmotivarlo. Por eso consideramos que las personas no cometen errores a propósito, actúan a medida que el sistema se lo permite. La participación es la forma de hacer valioso a una persona.
Algunos impedimentos para remover barreras son: 
1) Poca información 
2) Metas y objetivos poco claros. 
3) Falta de dirección. 
4) Falta de comunicación 
5) Inexistencia de recursos, como el tiempo y un equipo inadecuado.
- 13. Instituir un programa vigoroso de educación y automejora.

Trabajadores y gerencia deberán estar preparados para nuevos métodos, como el trabajo en equipo. 
Este punto está relacionado con el punto 6 sobre la capacitación y el entrenamiento dentro del trabajo, un programa de educación y de automejora adecuado va a depender en gran medida de la visión y la misión que tenga la empresa, de las formas de poder competir, de los nuevos comportamientos del personal a todos los niveles, de lo nuevos procesos a desarrollar pero sobre todo de los objetivos para alcanzarla. La educación y la automejora debe proveer a las personas para asumir nuevos cargos y responsabilidades. 
- 14. Poner a todos en la compañía a trabajar para llevar a cabo la transformación.

Según decía el Dr. Deming la transformación no llega sola, la alta dirección debe trabajar y tomar las decisiones adecuadas para aplicar el principio de instaurar el liderazgo. Por eso, para lograr la transformación en primer lugar se debe cumplir con las tareas y las capacitaciones. 
Una frase que consideramos relevante y que es significativa para este punto 14 de Deming es que: "La transformación es trabajo de todos y se deberá de llevar a cabo una misión en la organización que busque la calidad".